# Bill Curley
William Michael «Bill» Curley (Boston, Massachusetts; 29 de mayo de 1972) es un exjugador de baloncesto estadounidense que disputó 5 temporadas en la NBA. Con 2,06 metros de estatura, jugaba en la posición de ala-pívot.

## Trayectoria deportiva

### Universidad
Tras liderar al Duxbury High School Green Dragons al campeonato estatal de Massachusetts en 1989 y ser seleccionado para jugar el McDonald's All-American en 1990, Curley fue deseado por varias de las más importantes universidades del país. Curley eligió la natal Boston College por encima de universidades como Notre Dame, Duke, Villanova, UNC y UCONN. Con los Eagles fue nombrado Rookie del Año de la Big East Conference en 1991 y fue incluido en dos ocasiones en el mejor quinteto de la conferencia. En 1994 lideró a los Eagles a la Elite Eight del torneo de la NCAA, y ese mismo año recibió el premio al "Eagle del Año" como mejor atleta de Boston College. Su entrenador Jim O'Brien le definió como "...uno de los mejores jugadores en la historia de Boston College".
En sus cuatro temporadas en los Eagles promedió 16.7 puntos, 7.9 rebotes, 1.3 asistencias y 32.7 minutos de juego en 126 partidos. El 12 de noviembre de 2006 fue incluido en el Boston College Hall of Fame.

### Profesional
Fue seleccionado por San Antonio Spurs en la 22.ª posición del Draft de la NBA de 1994, aunque al poco tiempo fue traspasado a Detroit Pistons a cambio de Sean Elliott. En su primera temporada comenzó a ser visitado por las lesiones, su mayor enemigo a lo largo de su carrera. Promedió 2.7 puntos y 2.3 rebotes en 53 partidos. El 20 de septiembre de 1995 fue enviado a Portland Trail Blazers, equipo en el que nunca llegó a jugar y pasó su segunda campaña en la liga en la lista de lesionados por culpa del tobillo. En verano de 1996 fue nuevamente traspasado, esta vez a Minnesota Timberwolves junto con James Robinson y una primera ronda de draft condicional por Isaiah Rider. La temporada 1996-97 la volvió a pasar en blanco recuperándose de la operación de la rodilla derecha.
Tras dos años inactivo, Curley apareció en 11 partidos durante la temporada 1997-98 con los Timberwolves. En los siguientes tres años pasó por tres equipos diferentes (Houston Rockets, Golden State Warriors y Dallas Mavericks), con un rol marginal y limitado por las continuas lesiones. En sus 5 campañas en la NBA promedió 2.7 puntos y 2 rebotes en 147 partidos.
Curley actualmente trabaja como entrenador de baloncesto de la Thayer Academy.

## Estadísticas de su carrera en la NBA

### Temporada regular
| Temp.   | Edad | Equipo    | Liga | P   | TIT | MIN  | TC  | TCA | %TC  | 3P  | 3PA | %3P   | TL  | TLA | %TL  | R.OF. | R.DEF. | REB | ASIS | ROB | TAP | PER | FP  | PTS |
| 1994-95 | 22   | Detroit   | NBA  | 53  | 1   | 11.2 | 1.1 | 2.5 | .433 | 0.0 | 0.0 |       | 0.5 | 0.7 | .750 | 1.0   | 1.3    | 2.3 | 0.5  | 0.4 | 0.4 | 0.5 | 2.4 | 2.7 |
| 1997-98 | 25   | Minnesota | NBA  | 11  | 1   | 13.3 | 1.5 | 3.0 | .485 | 0.0 | 0.1 | .000  | 0.2 | 0.3 | .667 | 1.0   | 1.5    | 2.5 | 0.4  | 0.3 | 0.1 | 0.3 | 2.5 | 3.1 |
| 1998-99 | 26   | Minnesota | NBA  | 35  | 7   | 10.6 | 0.8 | 2.1 | .403 | 0.0 | 0.1 | .200  | 0.5 | 0.6 | .864 | 0.6   | 0.9    | 1.5 | 0.4  | 0.5 | 0.3 | 0.3 | 2.4 | 2.2 |
| 1999-00 | 27   | TOTAL     | NBA  | 28  | 0   | 11.0 | 1.0 | 2.4 | .426 | 0.0 | 0.0 | .000  | 0.6 | 0.9 | .720 | 0.6   | 1.1    | 1.8 | 0.5  | 0.5 | 0.1 | 0.8 | 2.2 | 2.7 |
| 1999-00 | 27   | Houston   | NBA  | 4   | 0   | 12.5 | 1.5 | 2.8 | .545 | 0.0 | 0.0 |       | 0.0 | 0.0 |      | 1.0   | 1.0    | 2.0 | 0.0  | 0.5 | 0.0 | 1.0 | 2.5 | 3.0 |
| 1999-00 | 27   | G. State  | NBA  | 24  | 0   | 10.8 | 1.0 | 2.4 | .404 | 0.0 | 0.0 | .000  | 0.8 | 1.0 | .720 | 0.6   | 1.2    | 1.8 | 0.6  | 0.5 | 0.2 | 0.7 | 2.1 | 2.7 |
| 2000-01 | 28   | TOTAL     | NBA  | 20  | 2   | 9.6  | 1.3 | 2.4 | .532 | 0.1 | 0.1 | .500  | 0.6 | 1.0 | .632 | 1.1   | 0.8    | 1.9 | 0.2  | 0.4 | 0.5 | 0.8 | 2.3 | 3.2 |
| 2000-01 | 28   | Dallas    | NBA  | 5   | 0   | 3.0  | 0.2 | 0.8 | .250 | 0.0 | 0.2 | .000  | 0.2 | 0.8 | .250 | 0.0   | 0.0    | 0.0 | 0.0  | 0.2 | 0.2 | 0.4 | 0.8 | 0.6 |
| 2000-01 | 28   | G. State  | NBA  | 15  | 2   | 11.8 | 1.6 | 2.9 | .558 | 0.1 | 0.1 | 1.000 | 0.7 | 1.0 | .733 | 1.4   | 1.1    | 2.5 | 0.2  | 0.4 | 0.5 | 0.9 | 2.7 | 4.0 |
| Carrera |      |           | NBA  | 147 | 11  | 11.0 | 1.1 | 2.4 | .444 | 0.0 | 0.1 | .222  | 0.5 | 0.7 | .743 | 0.8   | 1.1    | 2.0 | 0.4  | 0.4 | 0.3 | 0.5 | 2.3 | 2.7 |

### Playoffs
| Temp.   | Edad | Equipo    | Liga | P | MIN | TCA | TC | 3PA | 3P | TLA | TL | R.OF. | REB | ASIS | ROB | TAP | PER | FP | PTS | %TC | %3P | %FT | MIN | PTS | REB | AST |
| 1997-98 | 25   | Minnesota | NBA  | 2 | 7   | 0   | 0  | 0   | 0  | 0   | 0  | 0     | 0   | 0    | 0   | 0   | 0   | 0  | 0   |     |     |     | 3.5 | 0.0 | 0.0 | 0.0 |
| Carrera |      |           | NBA  | 2 | 7   | 0   | 0  | 0   | 0  | 0   | 0  | 0     | 0   | 0    | 0   | 0   | 0   | 0  | 0   |     |     |     | 3.5 | 0.0 | 0.0 | 0.0 |